# گرند آیلند (فلوریدا)
گرند آیلند (به انگلیسی: Grand Island) یک منطقهٔ مسکونی در ایالات متحده آمریکا است که در شهرستان لیک، فلوریدا واقع شده‌است. گرند آیلند ۳۲٫۰ متر بالاتر از سطح دریا واقع شده‌است.